# Росс, Герберт
Герберт Дэвид Росс (англ. Herbert David Ross; 13 мая 1927, Бруклин, Нью-Йорк, США — 9 октября 2001, Нью-Йорк, Нью-Йорк) — американский театральный деятель, кинорежиссёр, продюсер, хореограф и актёр.

## Биография
Герберт Дэвид Росс родился в 1927 году, в Бруклине, Нью-Йорк, в семье Луиса Честера и Марты Росс (Грюндфаст). Его родители были русско-еврейские иммигрантами. Когда Россу было девять лет, его мать умерла, а отец перевёз семью в Майами и открыл закусочную. Был женат на балерине Норе Кей (с 1959 года до её смерти в 1987 году) и светской львице Ли Радзивилл (с 1988 по 1999 год).
Похоронен на Pierce Brothers Westwood Village Memorial Park Cemetery в Уэствуд-Вилледж, Лос-Анджелес.

## Награды и номинации
Фильм «Поворотный пункт» был удостоен:
- 1977 год — премии Золотой глобус за лучшую режиссуру;
- 1977 год — премии ассоциации кинокритиков Лос-Анджелеса;
- 1978 год — две номинации на премию Оскар за лучший фильм и лучшую режиссуру.

Фильм «До свидания, дорогая» был удостоен:
- 1978 год — премии Золотой глобус, как лучший фильм года в категории Комедия или мюзикл;
- 1978 год — национальной кинопремии Италии Давид ди Донателло в категории Лучшая иностранная режиссура.

Кроме того, режиссёр был представлен к ещё нескольким номинациям и наградам различных международных кинематографических конкурсов.

## Избранная фильмография
| Год  |   | Русское название      | Оригинальное название    | Роль      |
| ---- | - | --------------------- | ------------------------ | --------- |
| 1954 | ф | Кармен Джонс          | Carmen Jones             | хореограф |
| 1958 | ф | Чудесный город        | Wonderful Town           | режиссёр  |
| 1969 | ф | Прощайте, мистер Чипс | Goodbye, Mr. Chips       | режиссёр  |
| 1970 | ф | Филин и кошечка       | Owl and the pussycat     | режиссёр  |
| 1972 | ф | Сыграй ещё раз, Сэм   | Play It Again, Sam       | режиссёр  |
| 1975 | ф | Смешная леди          | Funny Lady               | режиссёр  |
| 1977 | ф | Поворотный пункт      | The Turning Point        | режиссёр  |
| 1977 | ф | До свидания, дорогая  | The Goodbye Girl         | режиссёр  |
| 1978 | ф | Калифорнийский отель  | California Suite         | режиссёр  |
| 1984 | ф | Свободные             | Footloose                | режиссёр  |
| 1987 | ф | Секрет моего успеха   | The Secret Of My Success | режиссёр  |